# جيمس باريت
جيمس باريت (بالإنجليزية: James Barrett)‏ هو محامي وقاضي وسياسي أمريكي، ولد في 31 مايو 1814، وتوفي في 21 أبريل 1900. حزبياً، نشط في الحزب الجمهوري.